# Ignác Kúnos
Ignác Kúnos (ur. 22 września 1860 w Hajdúsámson, zm. 12 stycznia 1945 w Budapeszcie) – węgierski językoznawca. Zajmował się turkologią. 
Był znawcą tureckiej literatury ludowej i dialektologii tureckiej. Zajmował się zbieraniem tureckich opowieści ludowych. 

## Publikacje (wybór)
- Turkish fairy tales and folk tales. London, 1896.
- Mundarten der Osmanen. Sankt-Petersburg, 1899.
- Schejk Sulejman efendi’s Tscagataj-osmanisches Wörterbuch. Budapest, 1902.
- Türkische Volksmärchen aus Stambul. Leiden, 1905.
- Türkische Volksmärchen aus Ada-kale. Leipzig – New York, 1907.
- Türkisches Volksschauspiel. Leipzig, 1908.
- Turkish fairy tales and folk tales. New York, Dover, 1969.